# Farid Bentoumi
Pour les articles homonymes, voir Bentoumi.
Farid Bentoumi est un réalisateur, scénariste et acteur franco-algérien, né le 3 mai 1976. Il a notamment écrit et réalisé Good Luck Algeria, qui s'inspire de la participation de son frère Noureddine Maurice Bentoumi aux Jeux olympiques de 2006 à Turin.

## Biographie
Après avoir été comédien, il se tourne vers le documentaire puis la fiction. Entre 2011 à 2015, il écrit puis réalise  Good Luck Algeria, qui s'inspire de la participation de son frère Noureddine Maurice Bentoumi aux JO de Turin 2006 et plus généralement de l'histoire de sa famille. Avec ce film, sa volonté est d'utiliser une histoire sportive en partie fictive pour parler de thèmes comme l'intégration, la nationalité ou la transmission entre générations. « Au-delà de l’histoire du défi sportif, votre film parle surtout d’identité, d’immigration… »

## Filmographie

### Réalisateur
- 2009 : Un autre jour sur terre (court métrage)
- 2010 : El Migri (court métrage documentaire)
- 2011 : Brûleurs (court métrage)
- 2015 : Un métier bien (court métrage)
- 2015 : Good Luck Algeria
- 2020 : Rouge
- 2022 : Drôle (mini série télévisée)
- 2025 : Cimetière indien (série télévisée) (épisodes 5 à 8)[4]

### Acteur
- 2003 : A un cheveu près de Francis Perrin (court métrage) : le maître d'hôtel
- 2006 : Homicides de Christophe Barraud (série télévisée) : Djibril
- 2007 : L'Hôpital de Laurent Lévy (série télévisée) : Driss
- 2008 : Notre univers impitoyable de Léa Fazer : Emmanuel
- 2009 : Brigade Navarro, épisode En rafale de Philippe Davin (série télévisée) : Sylvain Leuwen
- 2009 : Schéma directeur de Bernard Tanguy (court métrage) : Le Tallec
- 2010 : Les Bleus, premiers pas dans la police, épisode L'Envers du décor de Christophe Douchand (série télévisée) : Raoux
- 2012 : Commissaire Magellan, épisode La Miss aux deux visages d'Etienne Dhaene (série télévisée) : Théo Kelle
- 2015 : Good Luck Algeria de lui-même : le second directeur financier équipementier
- 2017 : Loue-moi ! de Coline Assous et Virginie Schwartz : Manuel
- 2018 : Munch, épisode A couteaux tirés de Frédéric Berthe (série télévisée) : lieutenant Carel
- 2020 : Il a déjà tes yeux, créé par Lucien Jean-Baptiste et Sébastien Mounier (série télévisée) : Farid Dridi
- 2022 : Après le silence de Jérôme Cornuau : Karim
- 2026 : Les Aventurières de Léa Fazer

## Sélections
- Festival du cinéma méditerranéen de Montpellier 2015 : prix du public Midi libre pour Good Luck Algeria
- Festival international du film de comédie de l'Alpe d'Huez 2016 : sélection hors compétition pour Good Luck Algeria[5]
- Festival de Cannes 2020  : label officiel pour Rouge